# Cinara todocola
Cinara todocola är en insektsart. Cinara todocola ingår i släktet Cinara och familjen långrörsbladlöss. Inga underarter finns listade i Catalogue of Life.